# Turzyca wyciągnięta
Turzyca wyciągnięta (Carex extensa Gooden.) – gatunek byliny z rodziny ciborowatych. Występuje na atlantyckich wybrzeżach Europy oraz wybrzeżach Morza Śródziemnego. Ponadto została zawleczona na atlantyckie wybrzeże Stanów Zjednoczonych. W Polsce znana tylko z jednego stanowiska z XIX w. z solniska koło Kołobrzegu. Od tego czasu niepotwierdzona i uznana za wymarłą. W roku 2011 odnaleziona ponownie na tym samym stanowisku.

## Morfologia

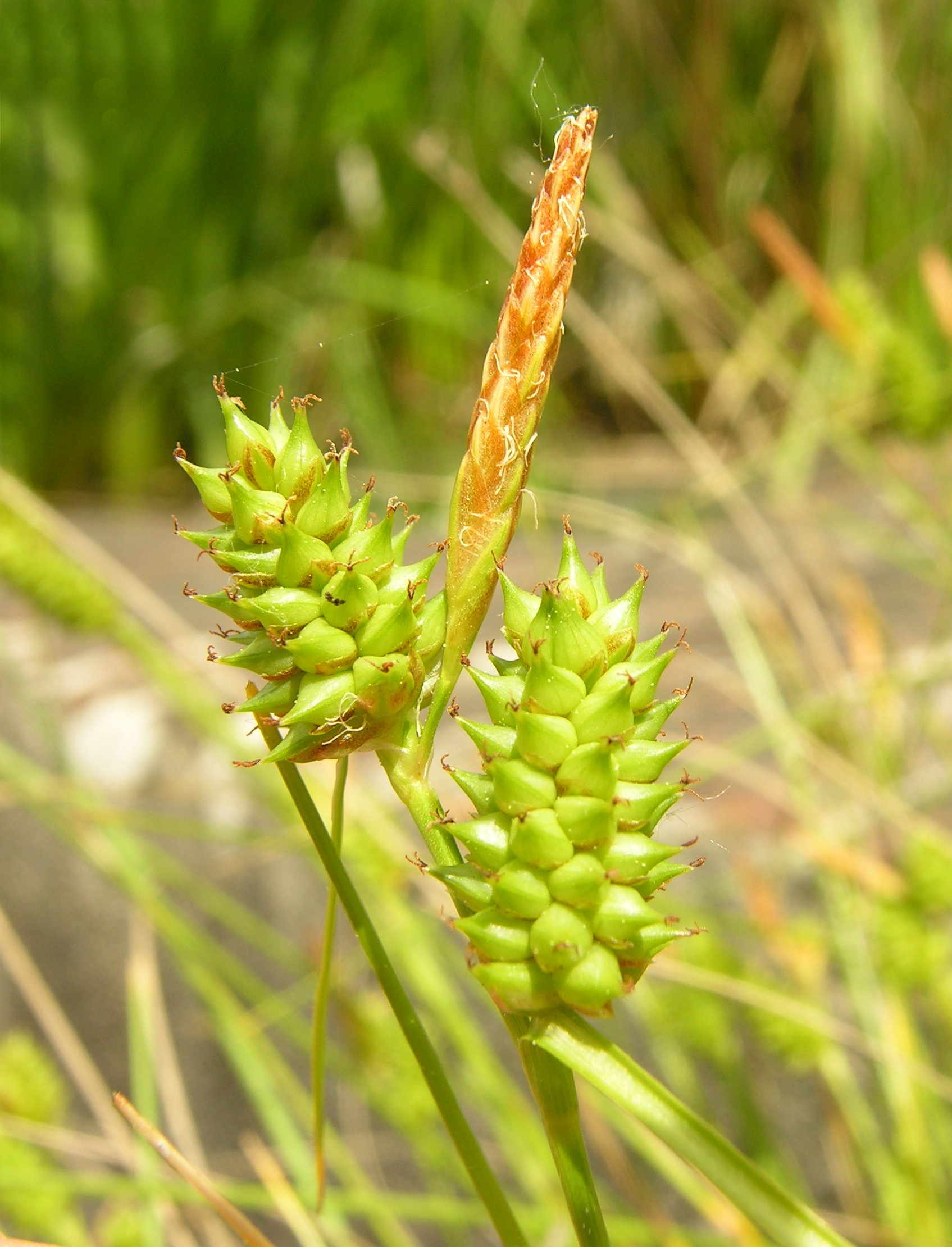
Kłoski z owocami

PokrójRoślina kępowa.
ŁodygaWzniesiona, osiągająca najczęściej 20–60 cm wysokości.
LiścieRynienkowate, 1–2 mm szerokości.
KwiatyRoślina jednopienna, rozdzielnopłciowa. Kwiaty zebrane w kłosy. Kłos szczytowy męski, pojedynczy. Kłosy żeńskie tuż pod kłosem męskim, w liczbie 2–4, kształtu podłużnie jajowatego. Słupki o trzech znamionach. Podsadki wyraźnie dłuższe od kwiatostanu.
OwocOrzeszek w pęcherzyku ok. 3,5 mm długości, koloru zielonawego.

## Biologia i ekologia
- Bylina. Hemikryptofit. Kwitnie od lipca do sierpnia.
- Występuje na słonych łąkach nadmorskich.
- W klasyfikacji zbiorowisk roślinnych gatunek charakterystyczny dla klasy Asteretea tripolium[7].
- Liczba chromosomów 2n=60.

## Zagrożenia i ochrona
Gatunek umieszczony w Polskiej Czerwonej Księdze Roślin (2001) z kategorią EX (wymarły); w wydaniu z roku 2014 posiada kategorię CR (krytycznie zagrożony). Z kategorią EX umieszczony na Czerwonej liście roślin i grzybów Polski (2006). W wydaniu z 2016 roku otrzymał kategorię CR (krytycznie zagrożony).